# ایناک پاول
ایناک پاول (انگلیسی: Enoch powell، زادهٔ ۱۶ ژوئن ۱۹۱۲ – درگذشتهٔ ۸ فوریه ۱۹۹۸) سیاستمدار، دانشمند، شاعر، نویسنده، زبان‌شناس و سرباز بریتانیایی بود. او در ‎۱۹۵۰–۱۹۷۴ عضو حزب محافظه کار و نماینده پارلمان، در ‎۱۹۷۴–۱۹۸۷ عضو حزب اتحادگرای اولستر و در ‎۱۹۶۰–۱۹۶۳ وزیر بهداشت و سلامت بریتانیا بود.